# NGC 4645B
NGC 4645B is een lensvormig sterrenstelsel in het sterrenbeeld Centaur. Het hemelobject werd op 8 juni 1834 ontdekt door de Britse astronoom John Herschel.

## Synoniemen
- ESO 322-60
- MCG -7-26-34
- DCL 157
- PGC 42813